# 光希沙織
光希 沙織（みつき さおり、1991年9月1日 - ）は、福岡県福岡市出身の日本の女優である。身長156cm、血液型はO型である。

## 来歴・人物
転勤族であるため小学校を3校、中学校を2校通った。
福岡県、兵庫県、熊本県、鹿児島県に住んでいたことがある。
現在は東京都に住んでいる。
阪神淡路大震災の時には兵庫県神戸市に住んでいたが無事であった。
あだ名はさおりん。
筑紫女学園高等学校卒業、法政大学社会学部卒業。
2011年にスカウトされ、地下アイドル、グラビアアイドルとして活動する。
2012年からは「ディスカバリー・エンターテインメント」に所属。舞台を中心に女優、タレントとして活動するが2015年4月に退社。
現在はフリーで活動中。
黒髪ストレートが自慢。1度も髪を染めたことがない。くるみパンをこよなく愛している。
2012年度　ミスコンテスト、プリンセス東京のグランプリ受賞。

## 主な出演作品

### テレビ
- 2013.6 　『AKB48総選挙』内、再現VTR　峯岸みなみ役(フジテレビ)
- 2013.9 　『お願い！ランキング』出演(9月16日放送)
- 2014.2　　『湯けむり卒業旅行 ヨクバリ女子のオトナ磨き旅』出演(テレビ東京)
- 2014.4〜2015.4 『東京女神 ガールズハッピースタイル』レギュラープレゼンター梅宮アンナ、あびる優などと共演。(テレビ埼玉)
- 2014.6　　『SMAP×SMAP』顔相占いアシスタント(フジテレビ)
- 2014.11　 『爆報！THEフライデー』　再現VTR出演(TBS)　主役 ライオネス飛鳥役
- 2015.5　『ジョブチューン』婦警役、ウエイトレス役、バスガイド役(TBS)
- 2015.6　ドラマ『恋愛時代』11話　エキストラ
- 2015.7　ドラマ『エイジハラスメント』1〜3話　エキストラ

### 雑誌
- 2013　　『まっぷる横浜2014年度版』
- 2014.6　『HOTPEPPER』サロンモデル
- 2014.10　『Poco'ce』
- 2015.3 『まっぷる東京2016年度版』
- 2015.6　『北海道Walker』
- 2015.12　『まっぷる横浜2015〜2016』

### CM
- 2013.5　　『レオパレス21』カカセ・ツアー篇
- 2015.12   webアプリ”SNS『board』”

### 広告
- 2012.12　『KOMEHYO』クリスマスセール　店頭ポスター
- 2014.5　　『花王』洗顔新聞広告
- 2015.7　　セルフまつ毛エクステ『メリーラッシュ』イメージガール

### 舞台
- 2012.8　 『SAORI~想い出の六畳一間~』　高木節子役　@エアースタジオ
- 2012.10　『Juliet』　木島美香子役　@アクアスタジオ
- 2012.11　『美しすぎない女』　小嶋麻友役　＠エアースタジオ
- 2012.12　『戦国降臨GIRL』　アリスインプロジェクト　渚洋子役　＠シアターKASSAI
- 2013.2 　『ドゥーグヌァードカーン・ペ！』　曽根山沙紀役　@池袋シアターグリーン
- 2013.3 　『SAKURA』　平野那江役　＠エアースタジオ
- 2013.6　 『千年マチコ』　マリア役　＠池袋シアターグリーン　演出御笠ノ忠次
- 2013.8　 『プレイス』　晴美役　＠エアースタジオ
- 2013.9　 『自爆！』　遠藤夏樹役(準主演)　＠阿佐ヶ谷アルシェ
- 2013.10　『約束』　岩瀬成美役(準主演)　＠Geki地下リバティ
- 2013.11　『さいごの国の、はじまりの彩』　篠原望海役(主演)　＠参宮橋TRANCE MISSION
- 2014.4 　『聖澤女学院物語 ラストディーバ』　柳千尋役(4番手)　＠六行会ホール
- 2014.10　『暗転セクロスw』　篠崎役　@上野ストアハウス　演出　岡本貴也
- 2015.11　『Xion』 ヒロイン、ニア役　＠笹塚ファクトリー
- 2016.1　 『ブルームズベリー探偵奇譚』　ヒロイン、神谷静子役　＠九龍座
- 2016.4    『透明少女』 長谷部マコ役 @新宿村LIVE 演出 まつだ壱岱
- 2016.6 『チェンジオブワールド』 ヒロイン、内田智子役 @日暮里d-倉庫
- 2016.8  ズッキュン娘第10回本公演『歩いてみやがれ！』安藤先生役 @南大塚ホール
- 2016.9 『ピカイチ殺人事件5』〜探偵バトルロワイアル〜ヒロイン、さゆり役 @早稲田小劇場どらま館
- 2016.10  エンテナPLAY UNION 第4回公演『あなたと私、月の舟』内〜ブルーバードシンドローム〜 主演 @上野ストアハウス
- 2017.2　『SOUL FLOWER』ウズメ役　@新宿村LIVE　演出　まつだ壱岱
- 2017.4　『セミの名は。』　W主演　桜井柚希役　@上野ストアハウス　演出　江戸川崇
- 2017.6　『ぴんすぽ！』　司 海良役　@六行会ホール
- 2017.8　『バック・島・ザ・フューチャー』　佐藤みるく役　@上野ストアハウス　演出　江戸川崇
- 2017.11 エンテナPLAY UNION 第6回公演『心の旅人、今は秋』内〜Atonement→Future〜 主演 @コフレリオ新宿シアター 演出 平康臣

### 声優
- 2016.1　 オーディオドラマ『ブルームズベリー探偵奇譚』　衣装係

### 資格
- 英検2級
- 漢検準2級
- 韓国語検定4級
- ナチュラルダイエットマイスター(酵素栄養学)
- 温泉ソムリエ